# Kos (Regionalbezirk)
Der Regionalbezirk Kos (griechisch Περιφερειακή Ενότητα Κω Periferiakí Enótita Ko) ist einer von 13 Regionalbezirken der griechischen Region Südliche Ägäis. Er wurde anlässlich der Verwaltungsreform 2010 aus vier Inselgemeinden der ehemaligen Präfektur Dodekanes gebildet und entspricht exakt dem Gebiet der ehemaligen Provinz Kos, die bis 1997 bestand. Proportional zu seinen 38.137 Einwohnern entsendet das Gebiet fünf Abgeordnete in den Regionalrat, hat aber keine weitere politische Bedeutung als Gebietskörperschaft. Es gliedert sich heute in die beiden Gemeinden Kos und Nisyros.